# Hochwasserrückhaltebecken Nattheimer Tal
Das Hochwasserrückhaltebecken Nattheimer Tal (laut offiziellem Schild des Wasserverbands Wedel-Brenz vor Ort: der Staudamm Nattheimer Tal) ist ein Hochwasserrückhaltebecken am Übergang zwischen Nattheimer Tal und Lindletal bei dem Heidenheimer Stadtteil Schnaitheim in Baden-Württemberg. Das Bauwerk oberhalb der Talenge zwischen Moldenberg und Buchschorren gilt nach DIN 19700-12 als mittleres Hochwasserrückhaltebecken. Der gestaute Bach ist der nur intermittierend wasserführende Nattheimer Talgraben, der ab nur wenig unterhalb des Staudamms durchgängig überdacht ist und im Gewerbegebiet Seewiesen von links und Nordosten dem dort ebenfalls überdachten Möhntalgraben zufließt.

## Beschreibung
Das Bauwerk riegelt den 5,49 km langen, meist trockenen Strang des Lindletals mit seinen vier Nebentälern ab, der westlich von Nattheim einsetzt und nach Austritt aus der Talenge zwischen Moldenberg und Buchschorren Nattheimer Tal genannt wird. Das Einzugsgebiet ist etwa 31,39 km² groß. Es liegt auf der verkarsteten Weißjurahochfläche der Schwäbischen Alb im Naturraum Südliches Härtsfeld.
Der 1982 erbaute Damm steht etwa 3,6 km abwärts des Gewässerursprungs sowie 1,0 km östlich des gemeinsamen Heidenheimer und Schnaitheimer Gewerbegebiets Seewiesen und kann bis zu 786.000 m³ Wasser zurückhalten. Er dient ausschließlich dem Hochwasserschutz des Gewerbegebiets, der Brenztalaue sowie der talseitig gelegenen Grundstücke des Wohngebiets Wehrenfeld.

Ausgewählte Bilder des Hochwasserrückhaltebeckens Nattheimer Tal
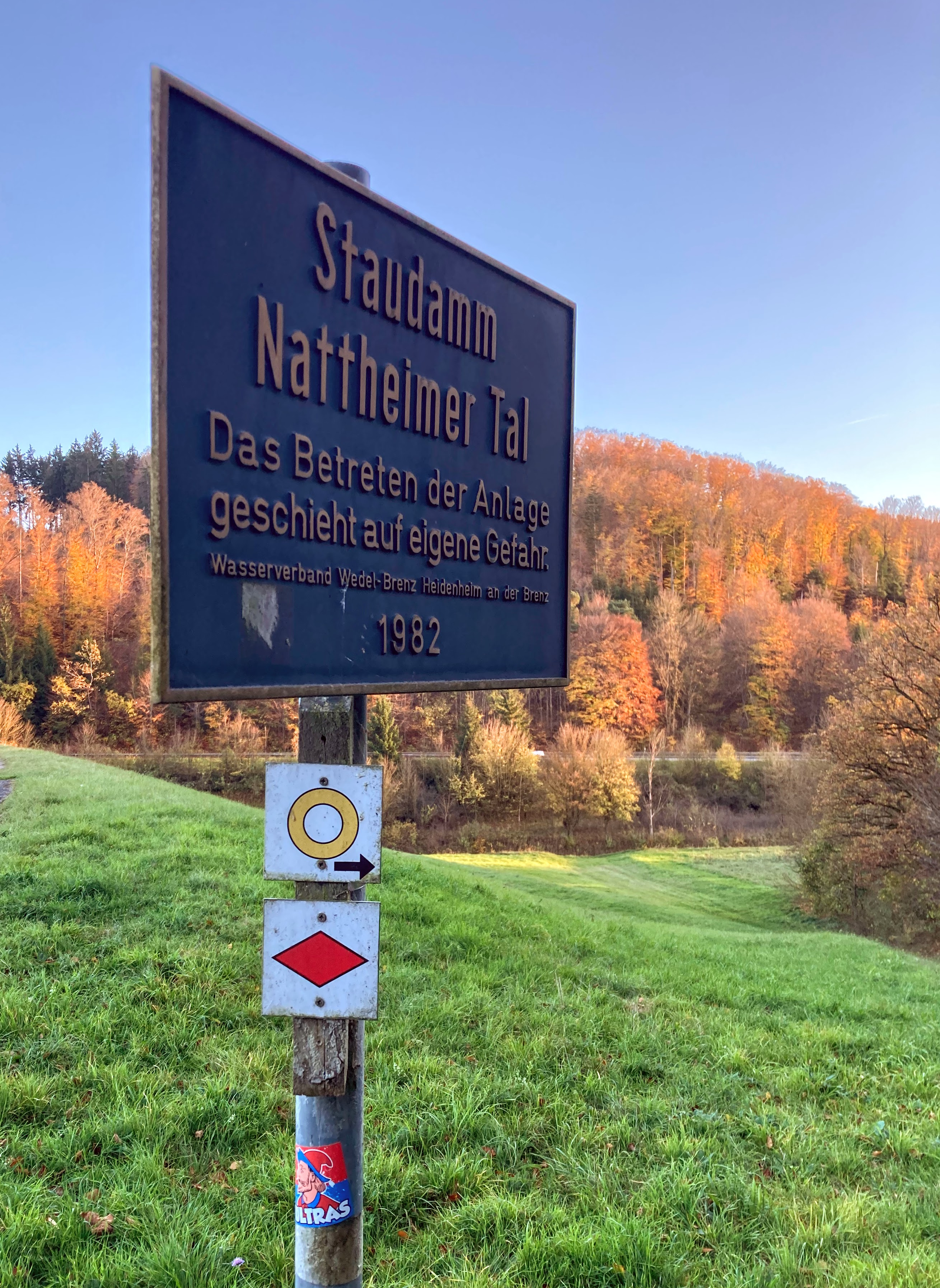
Hochwasserrückhaltebecken Nattheimer Tal (2022), Schild
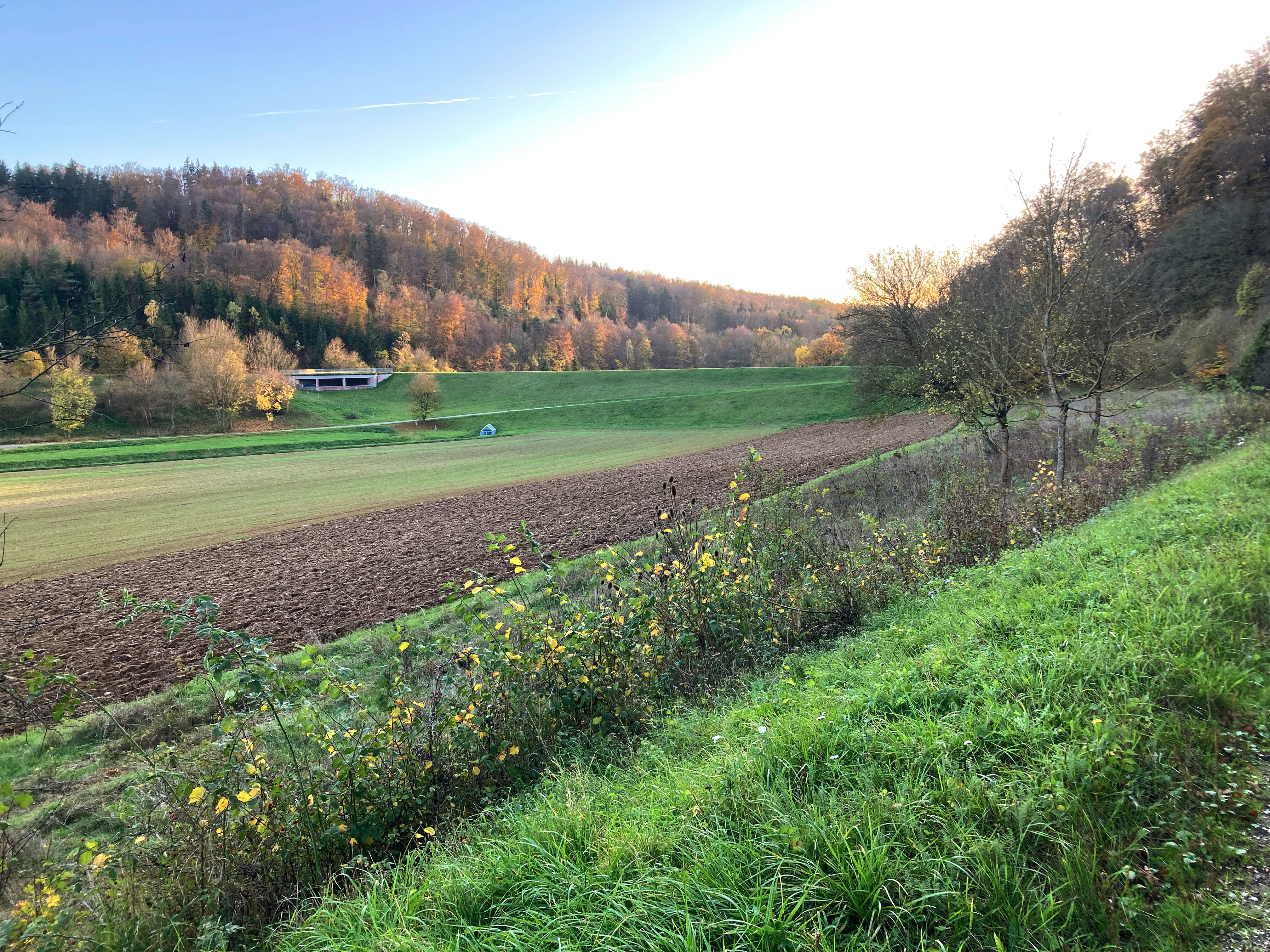
Hochwasserrückhaltebecken Nattheimer Tal (2022), Wasserseite
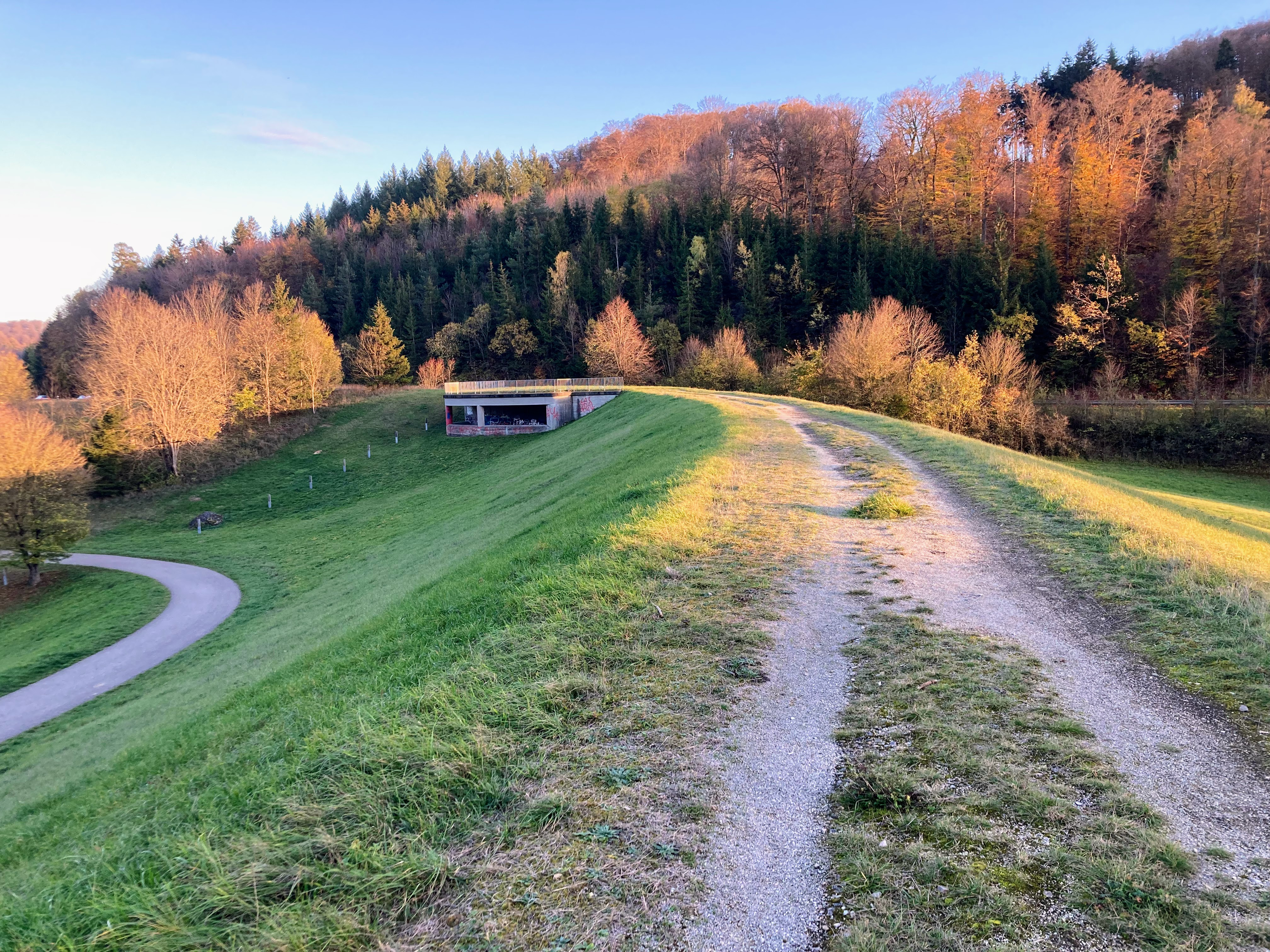
Hochwasserrückhaltebecken Nattheimer Tal (2022), Dammkrone und Überlauf
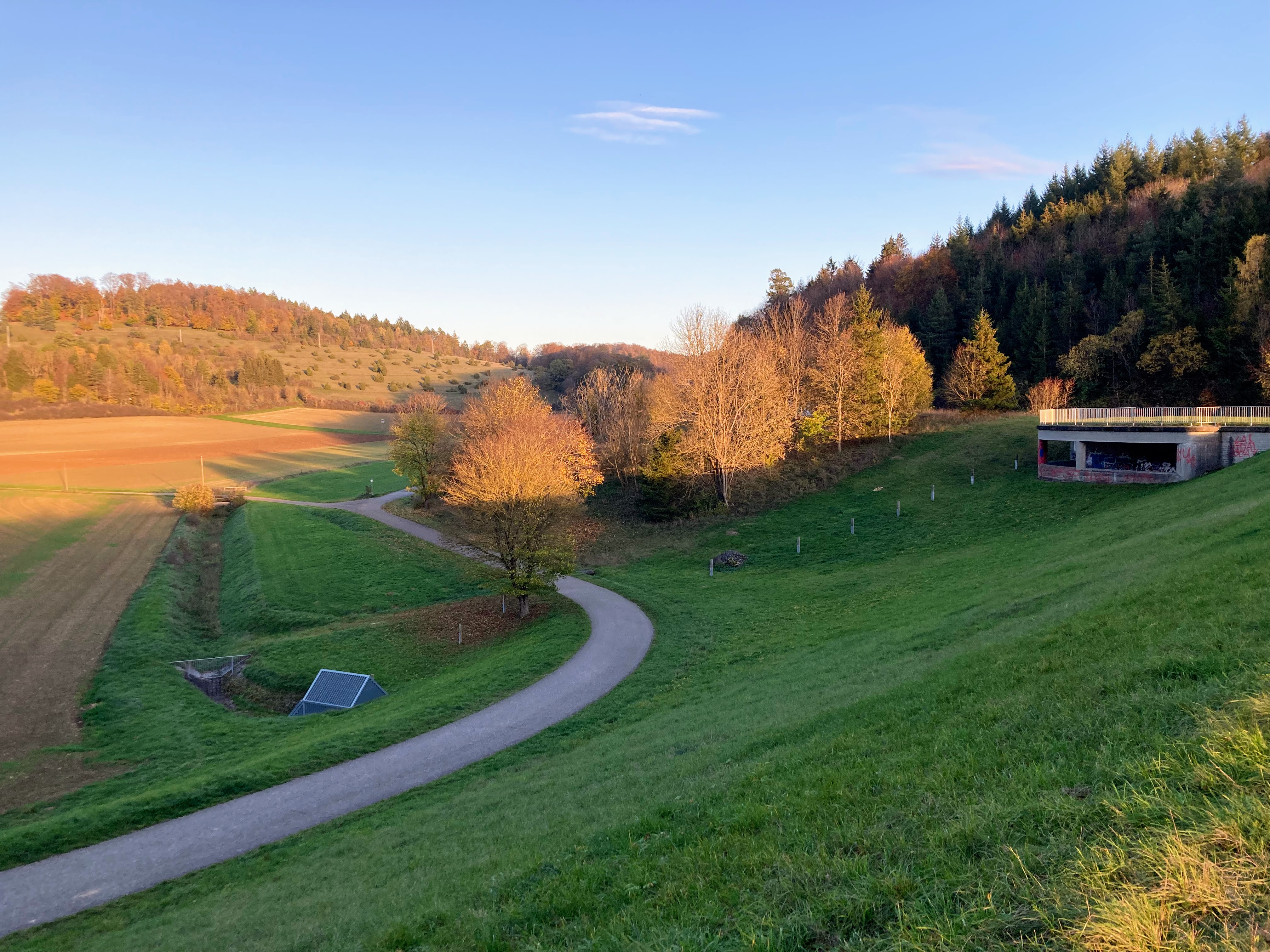
Hochwasserrückhaltebecken Nattheimer Tal (2022), Wasserseite mit Nattheimer Talgraben
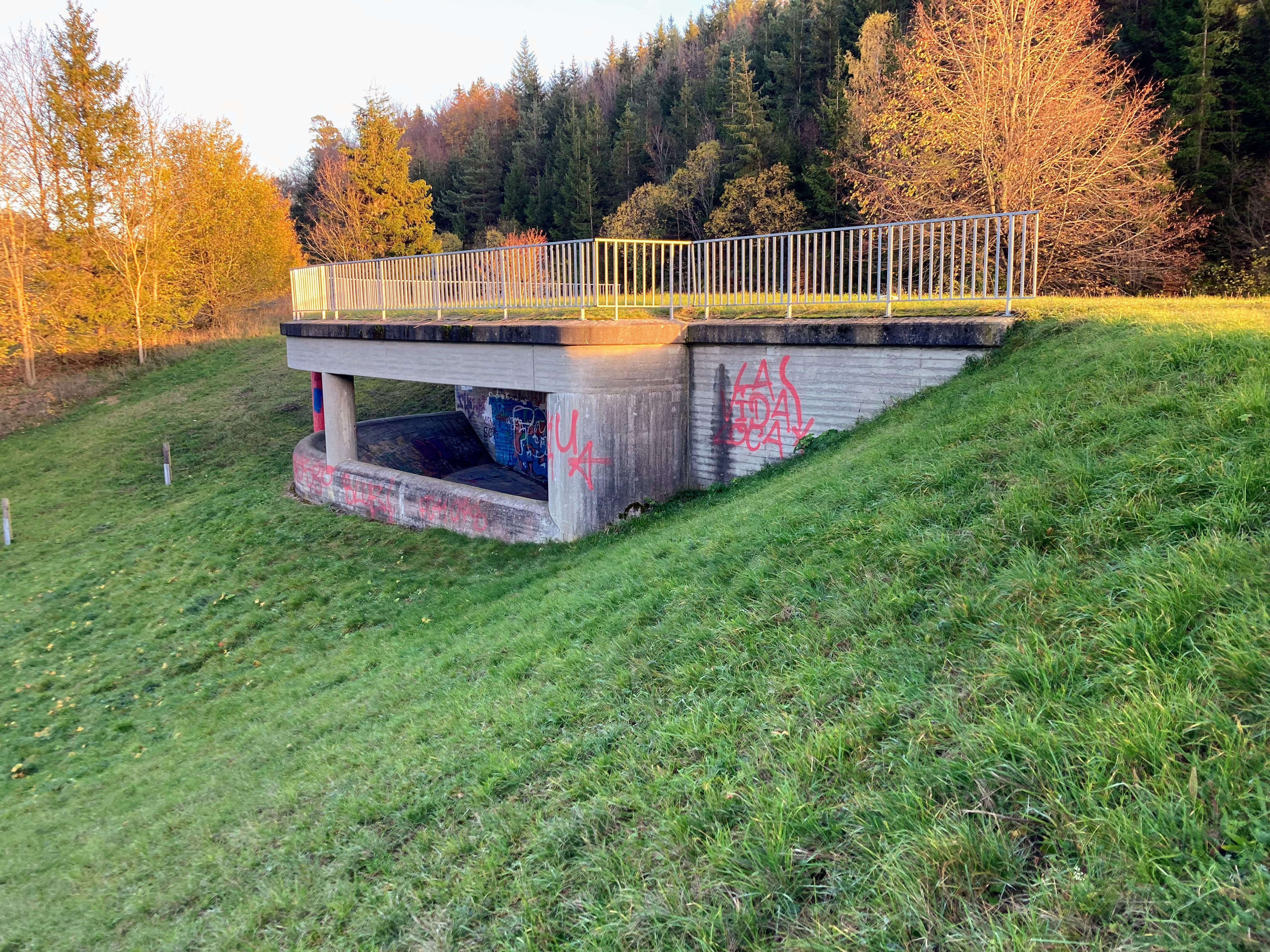
Hochwasserrückhaltebecken Nattheimer Tal (2022), Überlauf
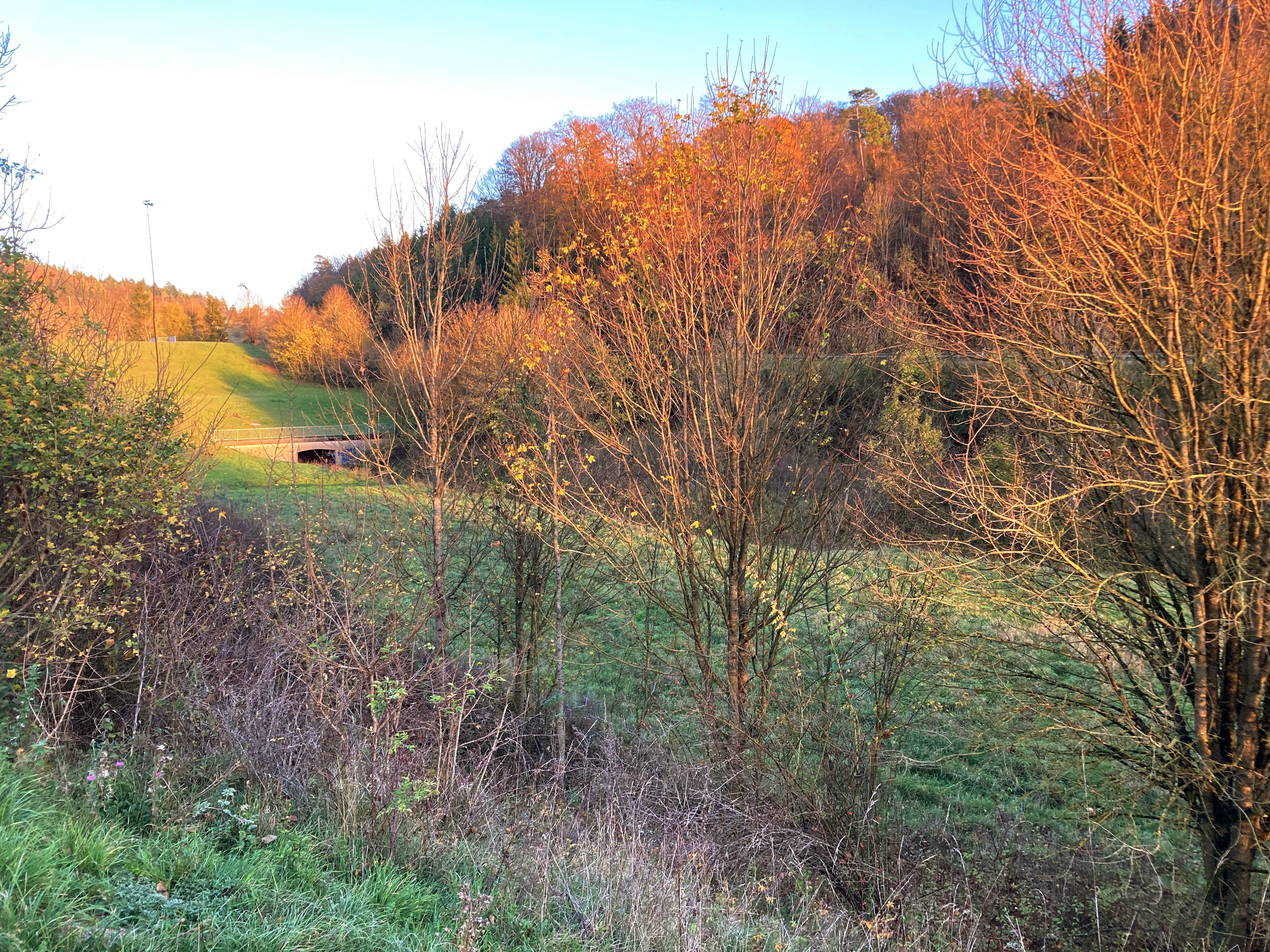
Hochwasserrückhaltebecken Nattheimer Tal (2022), Luftseite

## Nattheimer Talgraben
Der Nattheimer Talgraben entsteht auf etwa 540 m ü. NHN Höhe im Lindletal westlich von Nattheim unmittelbar südlich der Bundesstraße 466 bzw. schräg gegenüber der Ramensteinhöhle. Schon nach rund 50 m Verlauf mündet von rechts und Nordnordost das bettlose Stephanstal ein. Der Graben folgt dann dem Lindletal südlich der Straße und nimmt nach etwa 1,04 km von links und Süden den gewöhnlich trockenen Reibertälebach auf, der etwa 1,11 km aufwärts auf etwa 550 m ü. NHN im oberen Reibertal entspringt, an einer Weggabelung und Kreuzung gegenüber dem Nattheimer Gewerbegebiet Rinderberg. Nach rund 130 m unterquert der Graben die Lindletalbrücke der Bundesautobahn 7.
Nach weiteren etwa 1,23 km mündet von links und Südost das bettlose Gamfer- bzw. Gampfertal ein, rund 30 m später unterquert der Nattheimer Talgraben die Bundesstraße und verläuft von da an ausschließlich nördlich davon. Rund 970 m später und nur rund 130 m vor dem Staudamm stößt von rechts und Nordnordosten das weitgehend bettlose Täschental hinzu. Auf einer Höhe von etwa 505 m ü. NHN und für rund 90 m durchquert der Graben dann das nach dem unterhalb liegenden Tal benannte Hochwasserrückhaltebecken.
Rund 320 m flussabwärts beginnt vor der Einmündung der Nattheimer Straße in die Bundesstraße mit einer vergitterten Rohrmündung auf etwas tieferer Ebene dann der überdachte Verlauf des Nattheimer Talgrabens. An dieser Stelle auf etwa 500 m ü. NHN Höhe nimmt er von links und Westen auch noch einen aus Richtung Badenberg herabfließenden, nördlich der Bundesstraße verlaufenden gegenläufigen Entwässerungsgraben auf. Anschließend folgt er auf etwa 1,04 km Länge im Nattheimer Tal der Nattheimer Straße südlich bis zur Kreuzung mit den Straßen Wehrenfeld bzw. Badenbergstraße und knickt dann im rechten Winkel nach links bzw. Südwesten ab.
Während der Nattheimer Talgraben weiter unterirdisch verläuft, fließt ab hier parallel dazu quasi als Flutgraben in seinem ehemaligen Bett der Badenberggraben, der somit als sein Unterlaufname bezeichnet werden könnte. Beide kreuzen nach rund 300 m westsüdwestlichen Verlaufs zwischen Gewerbegrundstücken die Würzburger Straße bzw. Bundesstraße 19. Während der Badenberggraben in derselben Richtung weiter oberirdisch der Brenz zufließt, mündet der Nattheimer Talgraben nach rund 180 m auf etwa 490 m ü. NHN Höhe unter der Straße In den Seewiesen von links und Nordosten in den dort ebenfalls überdachten Möhntalgraben.

Ausgewählte Bilder des Nattheimer Talgrabens
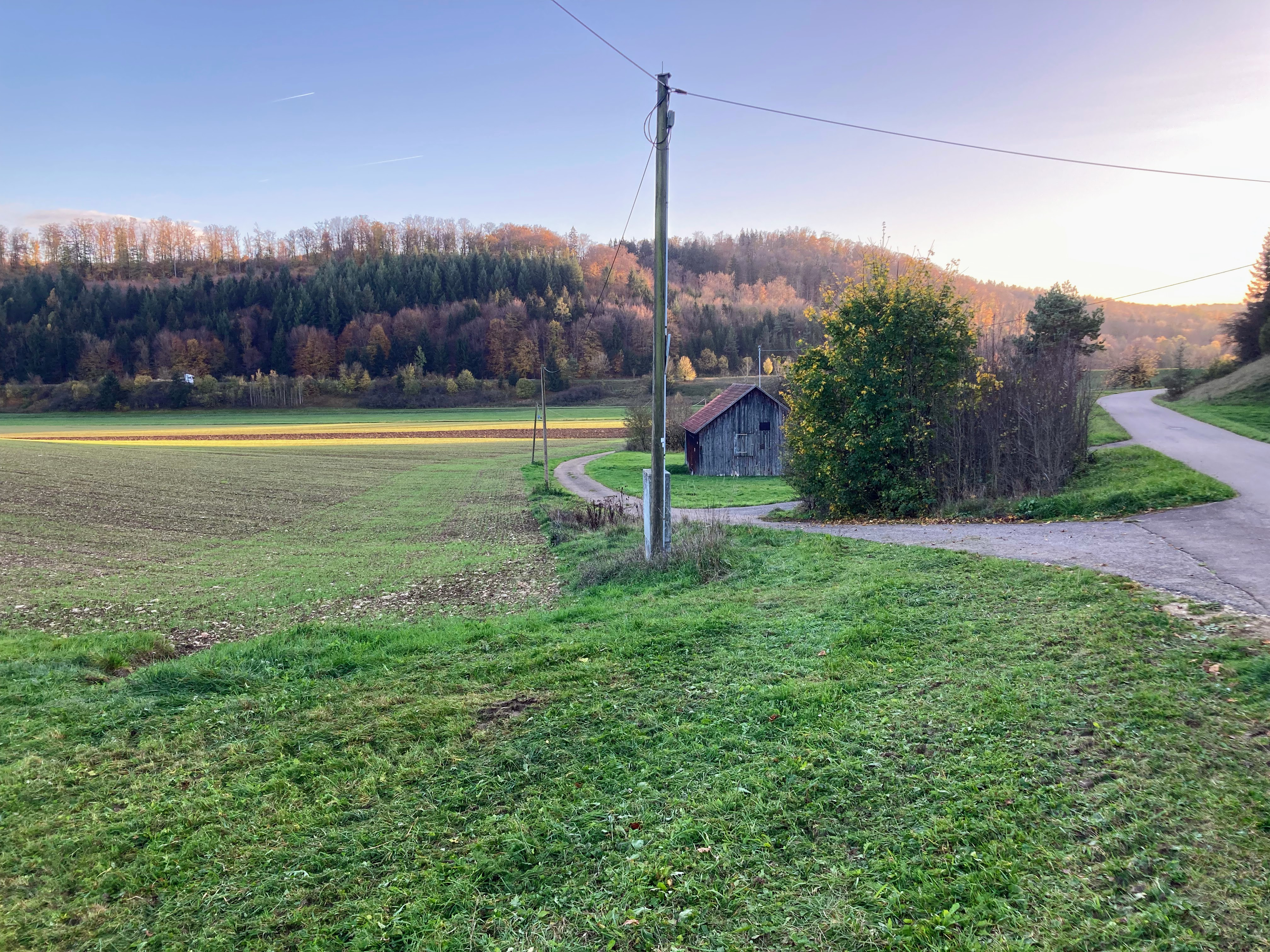
Einmündung des Täschentals ins Nattheimer Tal (2022)
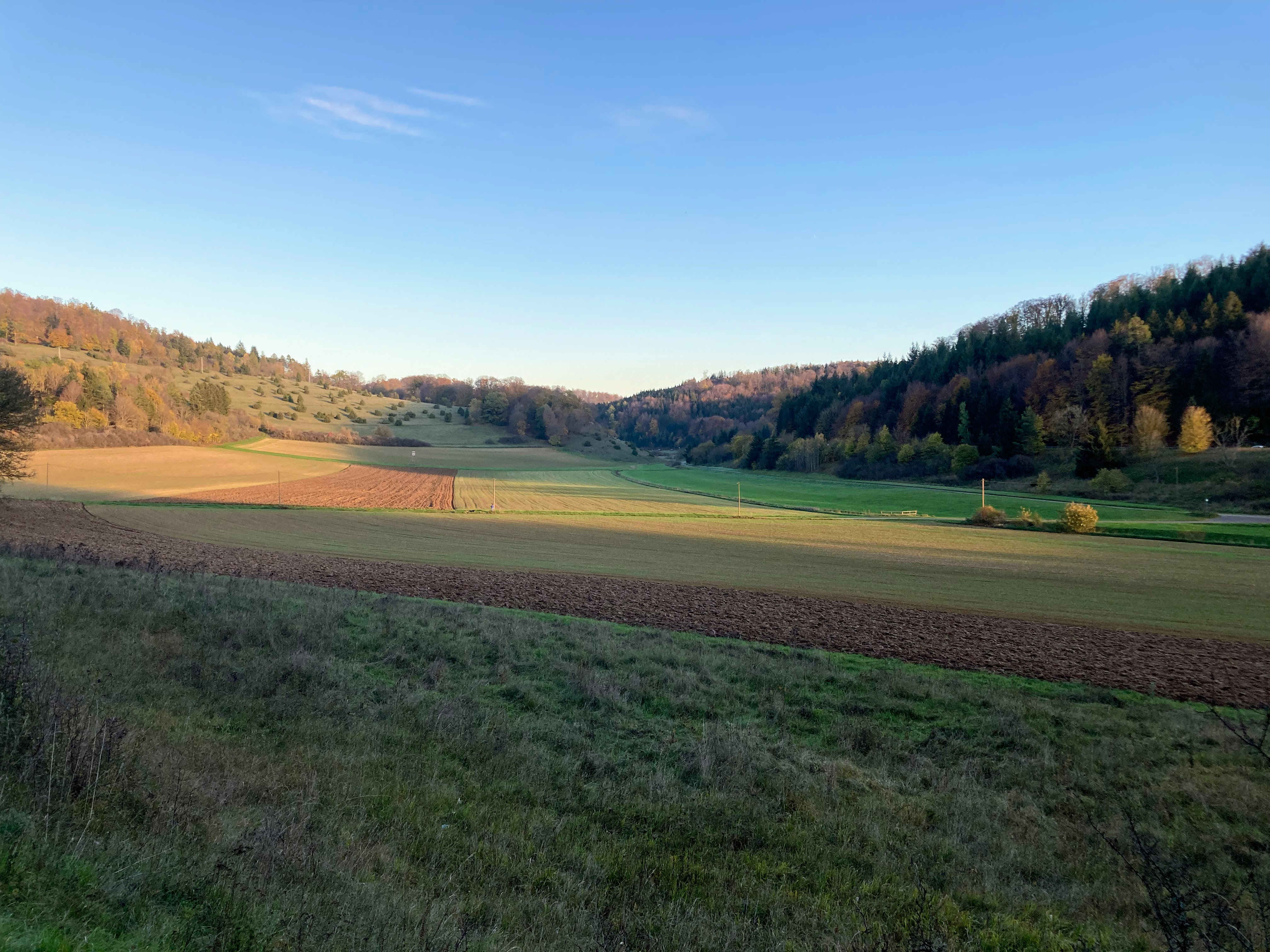
Nattheimer Tal (2022), Blick in Richtung Lindletal
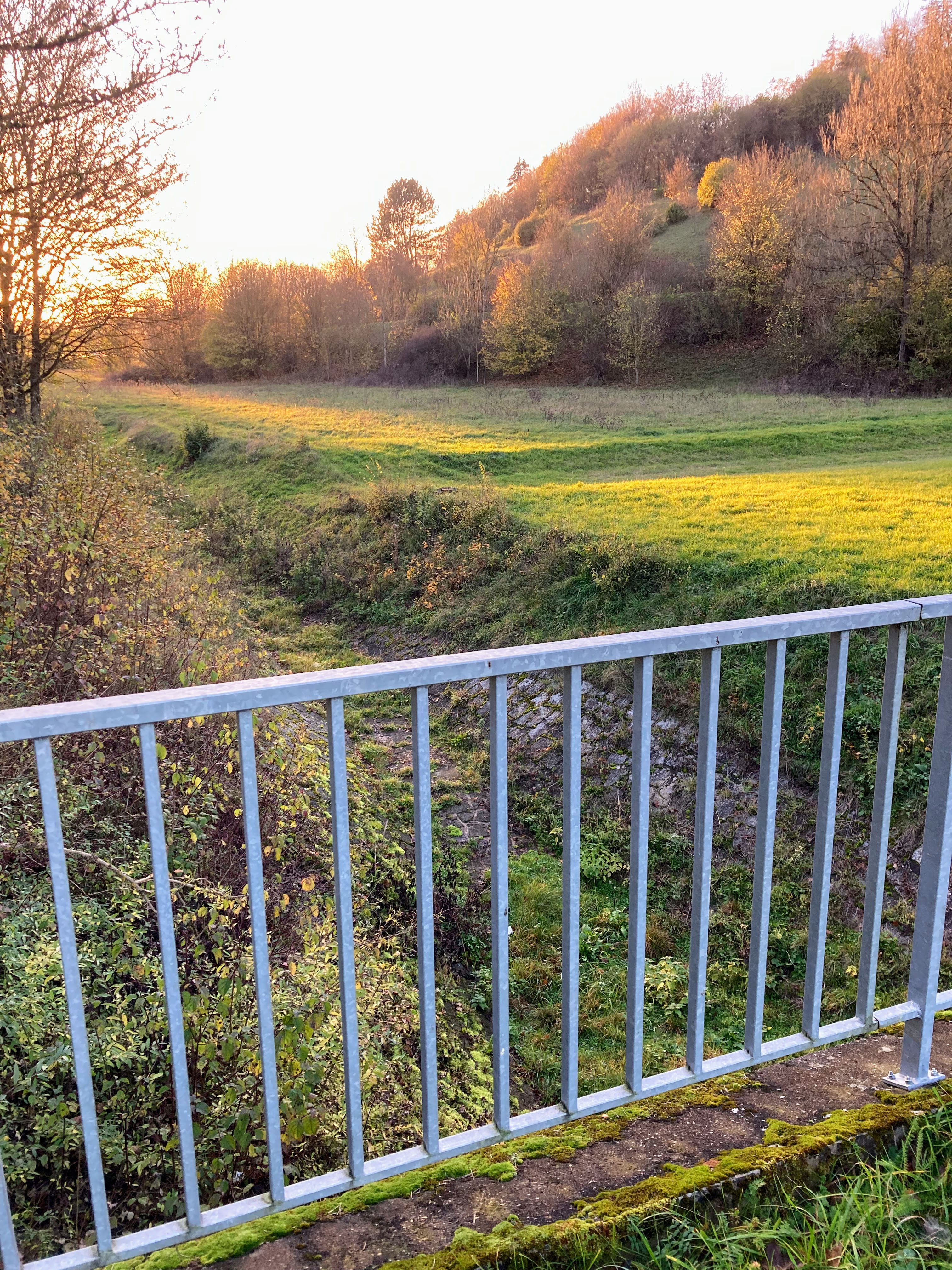
Nattheimer Talgraben (2022), Blick vom Grundablass des Hochwasserrückhaltebeckens aus
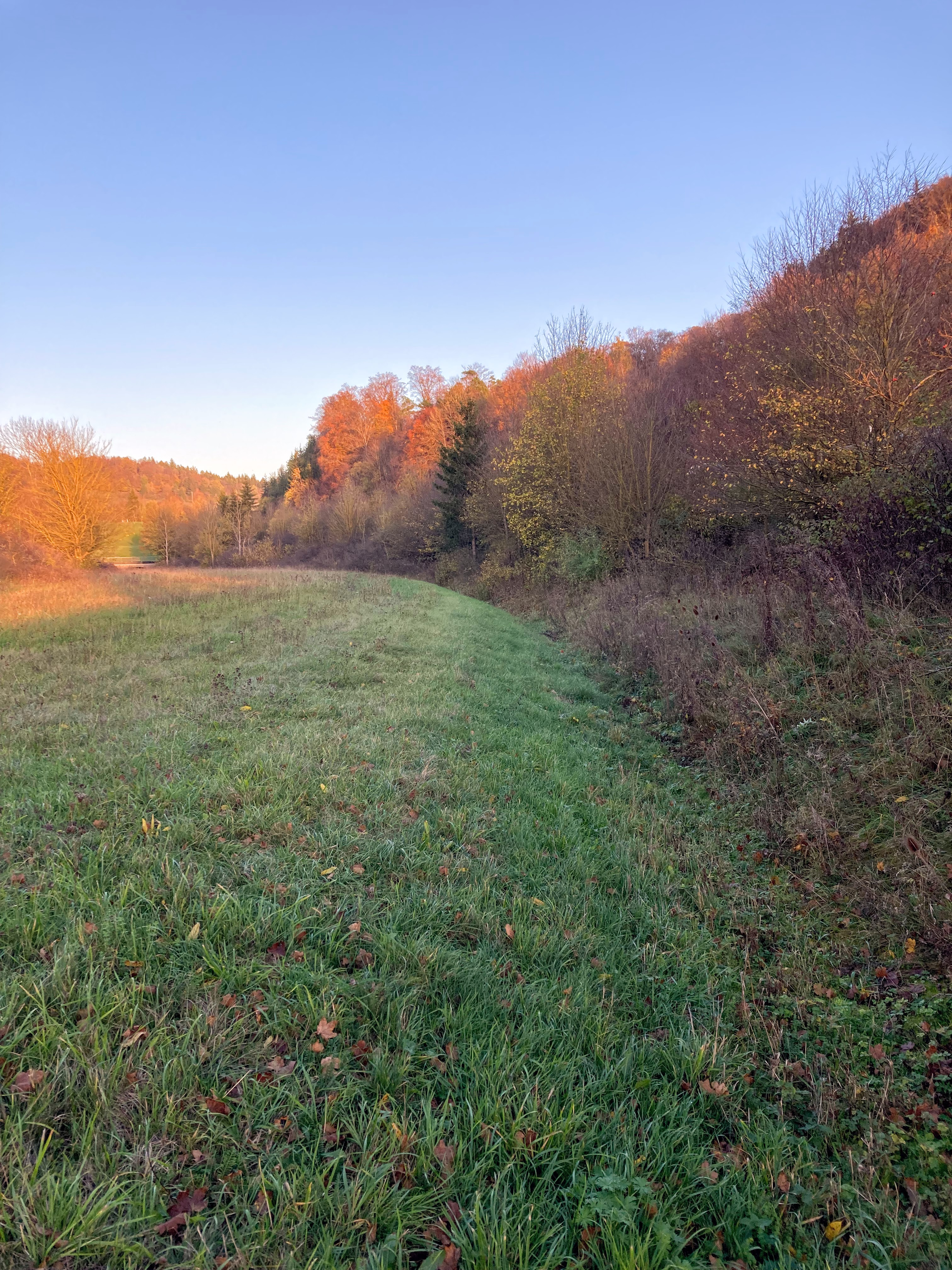
Nattheimer Talgraben (2022), Blick in Richtung Hochwasserrückhaltebecken
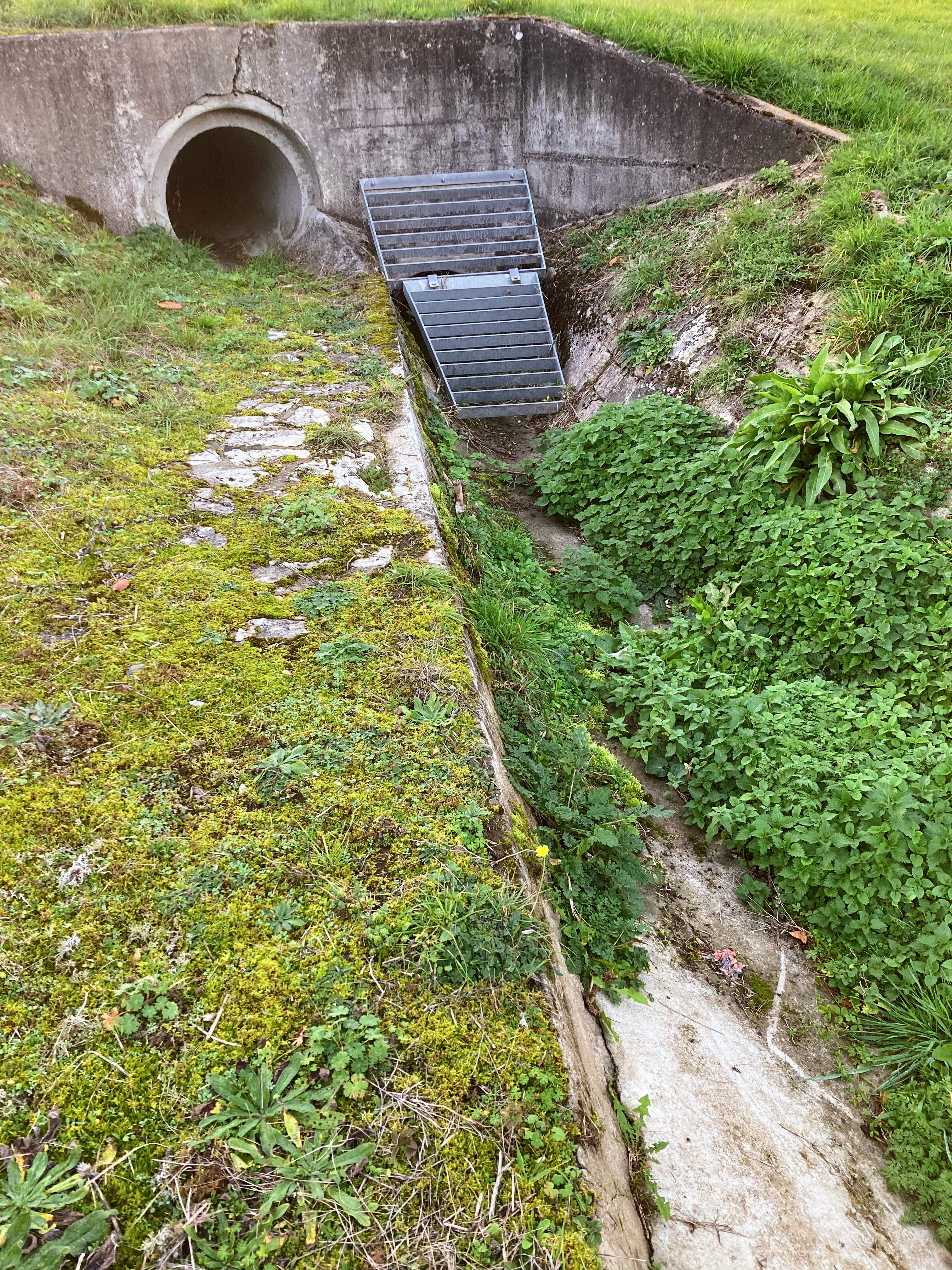
Nattheimer Talgraben (2022), Beginn der Kanalisierung
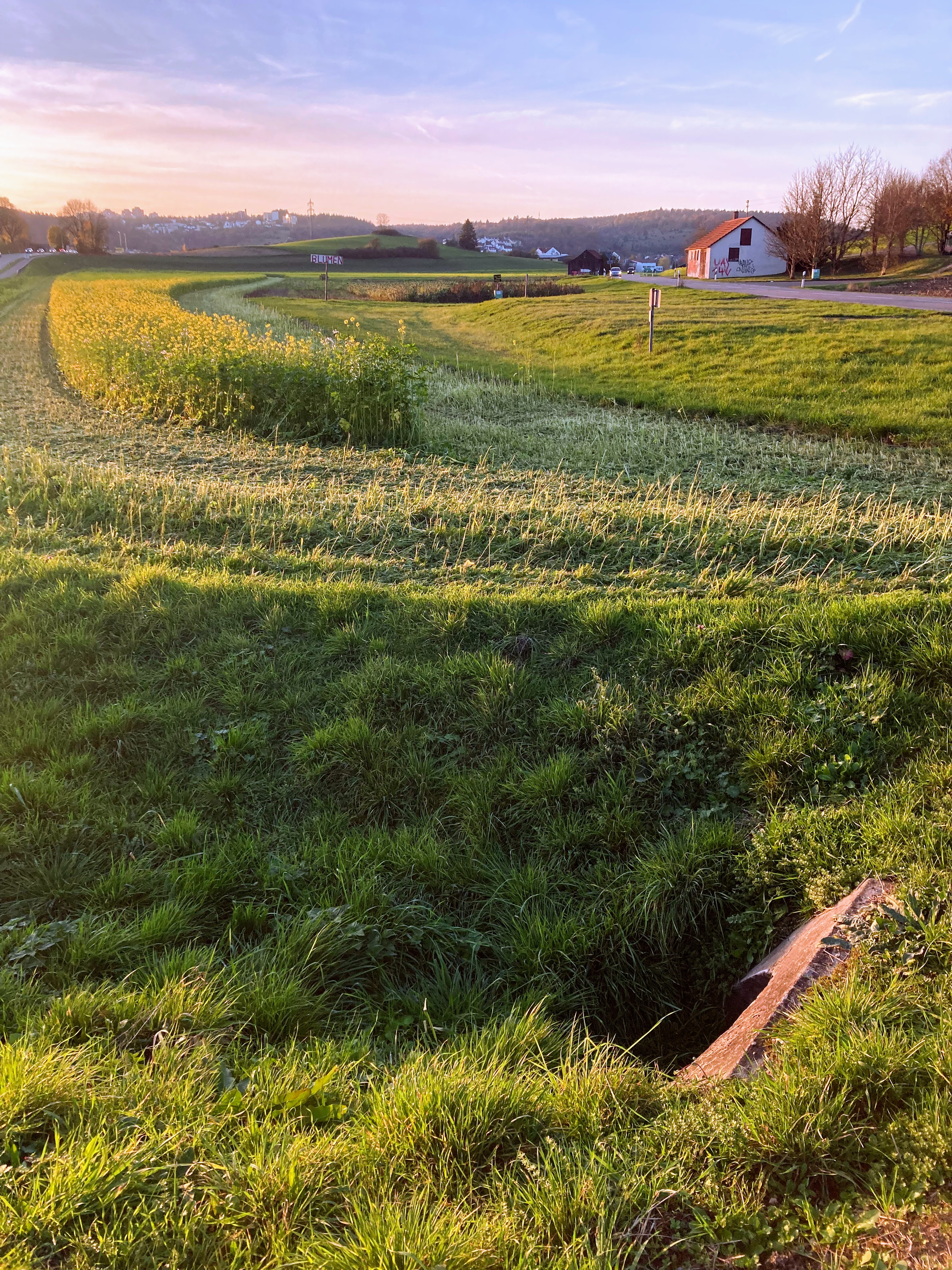
Nattheimer Tal (2022), ehemaliger Verlauf des jetzt kanalisierten Nattheimer Talgrabens
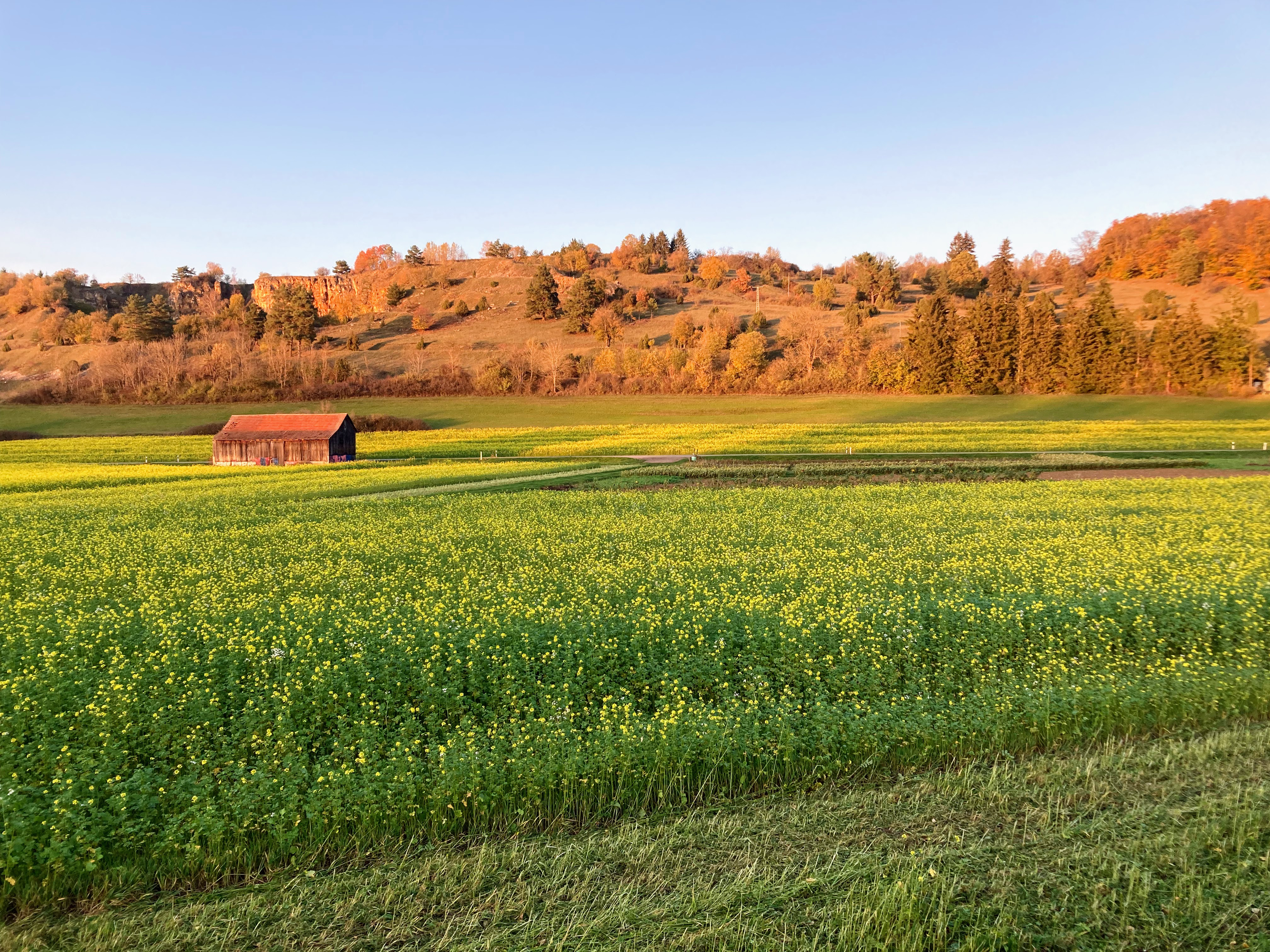
Nattheimer Tal (2022), Blick von Süden zum Moldenberg

## Wasserverband
Das Hochwasserrückhaltebecken Nattheimer Tal gehört dem Wasserverband Wedel-Brenz und wurde 1982 erbaut.